# František Labler
František Xaver Martin Labler (11. listopadu 1805 Unhošť – 15. září 1851 Praha) byl český regenschori a hudební skladatel.

## Život
Vystudoval gymnázium a stal se učitelem hudby v konviktě u piaristů v Panské ulici v Praze. Hrál v chrámových orchestrech v kostele Zvěstování Panny Marie Na slupi a v klášteře Na Slovanech (Emauzy). V roce 1845 se ucházel o místo ředitele kůru v Katedrále sv. Víta po Robertu Führerovi. Přednost však dostal Jan Nepomuk Škroup, bratr autora české hymny Františka Škroupa.
Od roku 1848 byl ředitelem kůru v kostele Nejsvětější Trojice v Podskalí a v kostele sv. Jana Nepomuckého na Skalce. V roce 1830 založil pražský primátor František Dittrich v Podskalí spolek Várka, později přejmenovaný na Táborka. Pro účely tohoto spolku složil Labler známou píseň „Bývali Čechové statní jonáci“.
Zemřel na tyfus[nepřesný odkaz] v roce 1851.
Po jeho smrti se ředitelkou kůru v kostele Nejsvětější Trojice v Podskalí stala jeho manželka Anna Lablerová. Jejich syn, Vladimír Labler, se stal houslistou a violistou v Prozatímním divadle. Poté přesídlil do Brna a byl členem orchestru městského divadla a ředitelem kůru v kostele sv. Tomáše. Od roku 1872 působil v Olomouci, kde byl ředitelem kůru v kostele sv. Mořice a sbormistrem německých pěveckých spolků. Účinkoval i při wagnerovských slavnostech v Bayreuthu v letech 1886–1896.

## Dílo (výběr)

### Chrámové skladby
- Missa pastoralis in C
- Missa brevis in G pastoralis
- Graduale pastorale in G
- Te Deum in C
- Requiem in C pro mužský sbor a capella

### Sbory
- Společenská
- Otčina
- Přátelská
- Staročeská

### Opereta
- Sladovnická várka